# Деніс Пінеда
Деніс Пінеда (ісп. Denis Pineda, нар. 10 серпня 1995, Верапас) — сальвадорський футболіст, півзахисник клубу «Санта-Клара» та національної збірної Сальвадору.

## Клубна кар'єра
У дорослому футболі дебютував 2013 року виступами за команду «Турін ФЕСА» з другого дивізіону Сальвадору, в якій провів один сезон.
Своєю грою за цю команду привернув увагу представників тренерського штабу мексиканського клубу «УАНЛ Тигрес», до складу якого приєднався 2014 року. Проте наступні два сезони своєї ігрової кар'єри Пінеда провів виключно за дублюючу команду клубу у третьому місцевому дивізіоні.
27 червня 2016 року на правах оренди перейшов у клуб другого португальського дивізіону «Санта-Клара». По завершенні оренди португальський клуб викупив контракт гравця. Наразі Деніс встиг відіграти за клуб з Азорських островів 30 матчів в національному чемпіонаті.

## Виступи за збірну
30 серпня 2014 року дебютував в офіційних матчах у складі національної збірної Сальвадору в товариській зустрічі зі збірною Домініканської Республіки (2:0). 
У складі збірної був учасником розіграшу Золотого кубка КОНКАКАФ 2017 року в США.
Наразі[коли?] провів у формі головної команди країни 16 матчів, забивши 1 гол.